# العلاقات الألبانية الفنلندية
العلاقات الألبانية الفنلندية هي العلاقات الثنائية التي تجمع بين ألبانيا وفنلندا.

## مقارنة بين البلدين
هذه مقارنة عامة ومرجعية للدولتين:
| وجه المقارنة                                              | ألبانيا                                                    | فنلندا                                                                               |
| --------------------------------------------------------- | ---------------------------------------------------------- | ------------------------------------------------------------------------------------ |
| المساحة (كم2)                                             | 28.75 ألف                                                  | 338.42 ألف                                                                           |
| عدد السكان (نسمة)                                         | 3.02 مليون                                                 | 5.52 مليون                                                                           |
| الكثافة السكانية (ن./كم²)                                 | 105.04                                                     | 16.31                                                                                |
| العاصمة                                                   | تيرانا                                                     | هلسنكي                                                                               |
| اللغة الرسمية                                             | اللغة الألبانية                                            | اللغة الفنلندية، اللغة السويدية                                                      |
| العملة                                                    | ليك ألباني                                                 | يورو، ماركا فنلندية                                                                  |
| الناتج المحلي الإجمالي (بليون دولار)                      | 13.04 مليار                                                | 251.88 مليار                                                                         |
| الناتج المحلي الإجمالي (تعادل القوة الشرائية) بليون دولار | 33.17 مليار                                                | 231.84 مليار                                                                         |
| الناتج المحلي الإجمالي الاسمي للفرد دولار أمريكي          | 3.94 ألف                                                   | 42.31 ألف                                                                            |
| الناتج المحلي الإجمالي للفرد دولار أمريكي                 | 11.11 ألف                                                  | 40.68 ألف                                                                            |
| مؤشر التنمية البشرية                                      | 0.764                                                      | 0.883                                                                                |
| رمز المكالمات الدولي                                      | +355                                                       | +358                                                                                 |
| رمز الإنترنت                                              | .al                                                        | .fi                                                                                  |
| المنطقة الزمنية                                           | توقيت وسط أوروبا، ت ع م+01:00، ت ع م+02:00، أوروبا/تيرانا ‏ | ت ع م+02:00، ت ع م+03:00، أوروبا/هلسنكي ‏، توقيت شرق أوروبا، توقيت شرق أوروبا الصيفي ‏ |

## مدن متوأمة
في ما يلي قائمة باتفاقيات التوأمة بين مدن ألبانية وفنلندية:
- ترتبط إلباسان مع توركو باتفاقية توأمة.

## منظمات دولية مشتركة
يشترك البلدان في عضوية مجموعة من المنظمات الدولية، منها:
| علم المنظمة | اسم المنظمة                               | تاريخ انضمام ألبانيا | تاريخ انضمام فنلندا |
| ----------- | ----------------------------------------- | -------------------- | ------------------- |
|             | الاتحاد البريدي العالمي                   | ?                    | ?                   |
|             | يونسكو                                    | 16 أكتوبر 1958       | 10 أكتوبر 1956      |
|             | مؤسسة التنمية الدولية                     | 15 أكتوبر 1991       | 29 ديسمبر 1960      |
|             | منظمة حظر الأسلحة الكيميائية              | ?                    | ?                   |
|             | منظمة التجارة العالمية                    | ?                    | 1995                |
|             | الأمم المتحدة                             | 14 ديسمبر 1955       | 14 ديسمبر 1955      |
|             | وكالة ضمان الاستثمار متعدد الأطراف        | 15 أكتوبر 1991       | 28 ديسمبر 1988      |
|             | منظمة الشرطة الجنائية الدولية             | ?                    | ?                   |
|             | مؤسسة التمويل الدولية                     | 15 أكتوبر 1991       | 20 يوليو 1956       |
|             | الاتحاد الدولي للاتصالات                  | 2 يونيو 1922         | 1 سبتمبر 1920       |
|             | البنك الدولي للإنشاء والتعمير             | 15 أكتوبر 1991       | 14 يناير 1948       |
|             | مجلس أوروبا                               | ?                    | 5 مايو 1989         |
|             | منظمة الأمن والتعاون في أوروبا            | 19 يونيو 1991        | 25 يونيو 1973       |
|             | المركز الدولي لتسوية المنازعات الاستشارية | 14 نوفمبر 1991       | 8 فبراير 1969       |
|             | المنظمة الأوروبية لسلامة الملاحة الجوية   | 2002                 | 2001                |

## أعلام
هذه قائمة لبعض الشخصيات التي تربطها علاقات بالبلدين:
- ألبيون أديمي (لاعب كرة قدم فنلندي، 19 فبراير 1999[20] – )
- بيرات صادق (لاعب كرة قدم فنلندي، 14 سبتمبر 1986[21] – )
- شيفكي كوكي (10 نوفمبر 1976[22] – )
- عرفان زينيلي (لاعب كرة قدم فنلندي، 28 ديسمبر 1986 – )
- محمد هيتماج (لاعب كرة قدم فنلندي، 8 ديسمبر 1987 – )
- نيازي كوكي (لاعب كرة قدم فنلندي، 25 مارس 1983[23] – )

## وصلات خارجية
- موقع وزارة الخارجية الألبانية
- موقع وزارة الخارجية الفنلندية